# Екатерина Карабашева
Екатерина Карабашева е българска поетеса и писателка, автор на кратки разкази и стихове.
От октомври 2006 г. е член на Английското поетическо общество.
Има публикации в много български културни издания, сред които в. „Труд“, в. „Словото днес“, сп. „Родна реч“, както и в различни български и чуждестранни антологии, сред които в немските Junge Literatur и Ich schreibe!. Нейни творби са отпечатани в румънското литературно списание Dunặrea de Jos, немското списание Paraguas и английското литературно списание the MAG. Произведенията ѝ са били превеждани на английски, немски, руски, румънски, френски и италиански език.

## Награди
Карабашева има отличия от национални и международни конкурси. Сред тях са Детски литературен конкурс „Искри“ към БНР, Международен конкурс за детска хайку-поезия и Национален конкурс за есе „Без тютюнев дим“.
През 2006 г. печели първа награда на Националния конкурс „Моите 5 нови стихотворения“, първа награда за проза в Третия национален конкурс за млади художници и литератори „Душата на един извор“. Носител е на втора награда за поезия в десетото юбилейно издание на Националния литературен конкурс на името на Петя Дубарова и е лауреат на конкурса на Австрийското посолство „Европа – една идея придобива образ“ и Националния конкурс за поезия Христо Фотев. Получава първа награда за отделно стихотворение в Националния конкурс за млади поетеси на името на Дора Габе през 2006 г. и е отличена в Националния младежки конкурс за поезия „Веселин Ханчев“. Печели втора награда от Международния хайку конкурс „Хайку в музиката и музиката в хайку“ и специалната награда на председателя на журито проф. Крикор Азарян в конкурса за есе „Когато рамките са тесни за мечтите“, организиран от Министерството на образованието и науката.
През 2007 година печели първа награда в конкурса на БНТ „Това е Европа“ и първа награда в ирландския конкурс WordFlight.
През 2008 година печели първа награда в конкурса издателство Perplex в Австрия Literatur überwindet Grenzen.
Дебютната ѝ книга с разкази „На ръба на Земята“ е отличена с наградата на издателска къща „Христо Ботев“ на Националния ежегоден конкурс за дебютна литература „Южна пролет“ 2005 г.